# Station Bobigny
Station Bobigny is een spoorwegstation in de Franse stad Bobigny.